# 劉氏半鋸鯊
劉氏半鋸鯊（学名：Hemipristis liui），是一種已滅絕的鯊魚。化石為一顆在甲仙四德化石自然保護區發現的牙齒，年代為中新世，桂竹林層。

## 描述
牙呈長三角形長2.90 cm，寬2.05 cm，是一個形態特別的魚牙。小鋸齒明顯.,呈不規則的小簇分佈，共分站三簇，不僅是鋸齒簇左右不對稱，鋸齒構造及排列方式也與其他半鋸齒鯊的牙不同。